# Francesco Grillo
Francesco Grillo (Napoli, 1º maggio 1975) è un economista e manager italiano.

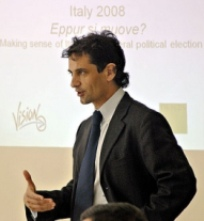
Francesco Grillo

Laureato in economia presso la LUISS, consegue un MBA presso la Boston University e dal 1995 è dirigente della società di consulenza statunitense McKinsey. Il libro McKinsey Mind lo cita come caso di utilizzazione originale degli strumenti tipici della strategia delle multinazionali a problemi più complessi di formulazione e valutazione di politiche pubbliche.
Negli anni successivi Grillo esce da McKinsey e fonda la società di consulenza Vision & Value a cui si affianca il think tank Vision, entrambe caratterizzate per l'enfasi su come la rivoluzione industriale nata da Internet crei opportunità e rischi per imprese, città e governi.
Nel 2012 consegue il Dottorato di Ricerca in "Economia Politica" alla London School of Economics and Political Science con una tesi su quali sono i fattori che – nel ventunesimo secolo – rendono aree geografiche diverse, diversamente capaci di crescere. La tesi parte dalla contestazione dell’ipotesi convenzionale che maggiore spesa in ricerca necessariamente produca accelerazioni del prodotto interno lordo. La ricerca e l'insegnamento prosegue negli anni successivi all'Università di Oxford (Oxford Internet Institute e St Antony’s College), alla Scuola Superiore Sant’Anna di Pisa, all'University of International Business and Economics di Pechino, all'European University Institute e all'Università Bocconi di Milano.
Come editorialista, Grillo scrive per Il Messagero, Corriere della Sera, The Guardian e Linkiesta. Inoltre è ospite regolare su RaiNews24, LA7 e SkyTG24.
Nel 2016 pubblica il libro “Innovation and Efficiency: Exploring the Innovation Puzzle within the EU’S Regional Development Policies” con Palgrave e nel 2019 Lezioni Cinesi con Solferino e Democracy and Growth in the Twenty-first Century con Springer Nature.
Dal 2020 è convenor della conferenza sull'Europa del Futuro di Siena - arrivata nel 2025 alla sesta edizione - e della conferenza delle Dolomiti su "global governance del climate change" - di cui si tiene nel 2025 la quarta edizione.  

## Contributi teorici
La ricerca di Grillo parte da quello che egli chiama "il paradosso dell'innovazione": dal 1970 al 2016, i tassi di crescita della produttività dei paesi G7 sono diminuiti, nonostante l’aumento esponenziale della quantità di informazioni in circolazione. L’osservazione anticipata già nel 1987 da Robert Solow si è negli anni – per l’economista italiana – rafforzata e allargata a manifestazioni del benessere che vanno oltre la produttività produce. Grillo identifica la causa del paradosso in quella che chiama obsolescenza tecnologica delle liberal democrazie. Per illustrare le ragioni della crisi, l’economista ricorre al parallelo storico tra Internet e l’invenzione della stampa da parte di Johannes Gutenberg: la rete sta avendo effetto simile a quello della disintermediazione di chi deteneva il monopolio della riproduzione dell’informazione, seguito all’invenzione della stampa. E siccome a una riallocazione dell’informazione consegue una ridistribuzione del potere e delle sue forme, è, stavolta, la liberal democrazia ad entrare in crisi e a non avere più gli strumenti necessari per governare la mutazione che Internet ha portato.
Particolarmente indicativo è il confronto che Grillo propone con la Cina, che dimostra una superiore capacità di adattamento a una rivoluzione che è l’Occidente stesso ad aver innescato. La perdita di fiducia dell’Occidente in se stesso, produce, a sua volta, un orientamento contrario al rischio che aggrava il ritardo. Il lavoro di Grillo si pone come continuazione di quello di autori come Mariana Mazzucato sullo Stato Imprenditore. Tuttavia nella ricerca dell’economista italiano si riflette sull’impatto che Internet ha sulla stessa forma dello Stato. Dal confronto con la Cina e l’Asia, Grillo trae una serie di ipotesi su come restituire alle democrazie occidentali capacità di utilizzare informazioni ed efficienza.
La ricerca dell'economista si è concentrata, più recentemente, sulle innovazioni che possono consentire di rendere più forti le democrazie liberali utilizzando le tecnologie e sulla terza fase di sviluppo di INTERNET che - nel paradigma Internet of Beings - connette gli organismi viventi ad un unico sistema informativo consentendo un salto qualitativo dei sistemi sanitari e dei metodi della ricerca medica.

## Opere
- Innovation and democracy: the twin paradoxes, Area Development Policy, 2020[19]
- Lezioni Cinesi, Solferino Libri, Milano, 2019[20]
- Democracy and Growth in the Twenty-first Century, Springer Nature, Londra, 2019[21]
- Public Investments in R&D as a Tool for Regional Economic Development, (tesi di dottorato - LSE), 2012[22]
- Merits, Problems and Paradoxes of Regional Innovation Policies, Local Economy, 2011[4]